# L'hoste (pel·lícula de 2013)
L'hoste (títol original en anglès, The Host) és una pel·lícula de ciència-ficció romàntica del 2013, basada en la novel·la del mateix nom de Stephenie Meyer. Adaptada i dirigida per Andrew Niccol, la cinta és protagonitzada per Saoirse Ronan, Max Irons, Diane Kruger i Jake Abel.

## Argument
El Futur: La humanitat està pràcticament extingida i una altra espècie ha envaït la Terra i l'ha posseït. Només alguns, com la Melanie i en Jared, han aconseguit fugir i amagar-se d'aquesta raça que s'allotja als cossos dels humans i n'esborra la ment. El dia que el cos de la Melanie és ocupat per un hoste alienígena, la voluntat de la Melanie es nega a abandonar-lo. Mentrestant, l'hoste comença a descobrir els records de la Melanie i es veu atret pel seu amor per en Jared. Atrapada dins la seva ment, la Melanie parla al seu hoste i aconsegueix convèncer-lo de buscar la gent que ella més s'estima.

## Repartiment
| Intèrpret     | Personatge              | Veu en català    |
| ------------- | ----------------------- | ---------------- |
| Saoirse Ronan | Melanie Stryder / Wanda | Roser Vilches    |
| Max Irons     | Jared Howe              | Hernan Fernández |
| Jake Abel     | Ian O'Shea              | David Jenner     |
| Diane Kruger  | Buscadora / Lacey       | Marta Barbarà    |
| William Hurt  | Jeb Stryder             | Jaume Comas      |
| Boyd Holbrook | Kyle O'Shea             | Manel Gimeno     |